# Montecchio Maggiore
Montecchio Maggiore es una ciudad italiana situado en la provincia de Vicenza, en el Véneto. Tiene una población estimada, a fines de julio de 2024, de 23 701 habitantes.

## Demografía
| Gráfica de evolución demográfica de Montecchio Maggiore entre 1861 y 2024 |
|                                                                           |
| Fuente: ISTAT - Elaboración gráfica a cargo de Wikipedia                  |

## Lugares de interés

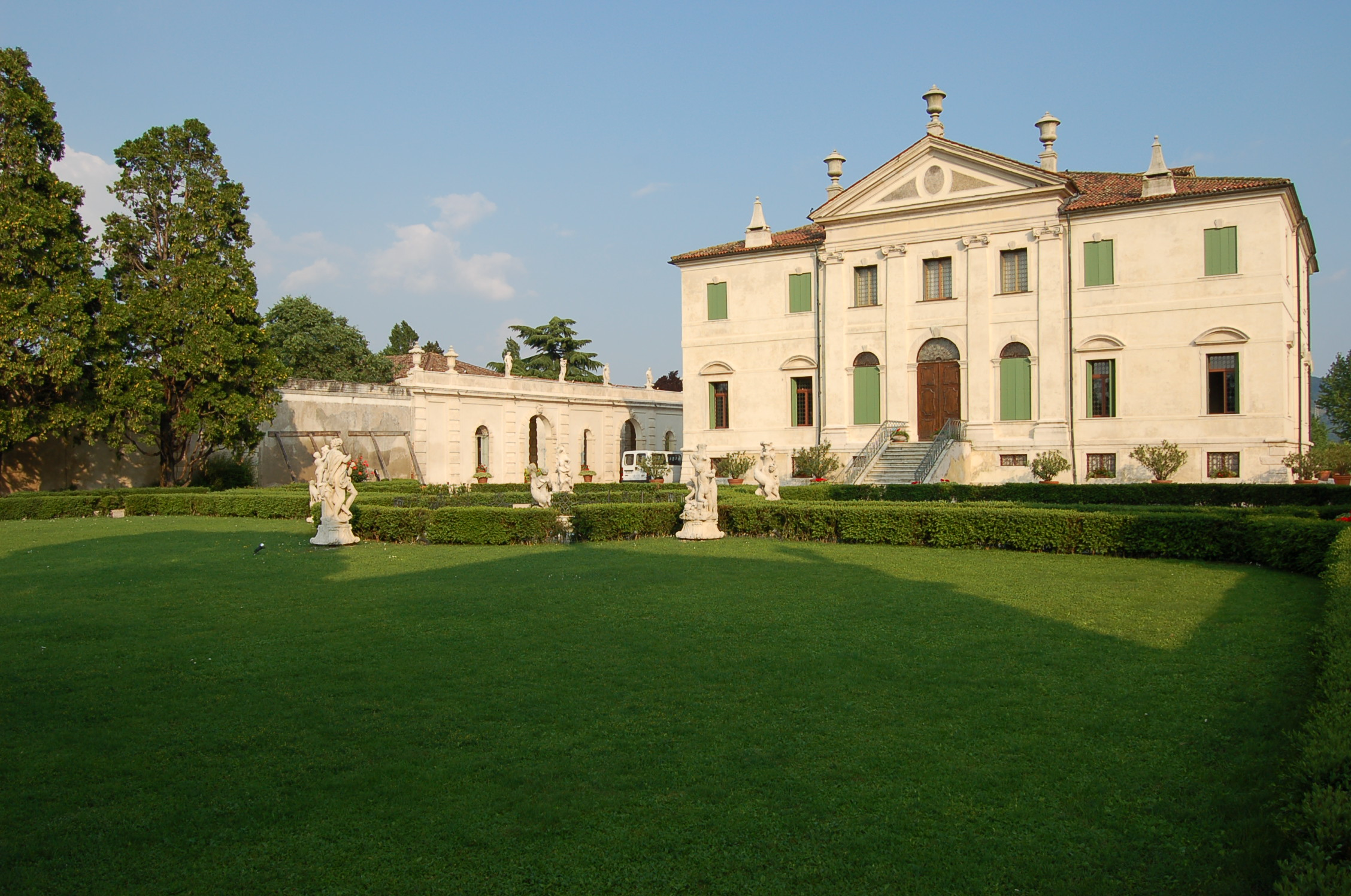
Villa Cordellina Lombardi

- Castillo de Bellaguarda (llamado "Castillo de Julieta")
- Castillo de Villa (llamado "Castillo de Romeo")
- Villa Cordellina Lombardi. El edificio fue construido entre 1735 y 1760 por el veneciano Carlo Cordellina según un diseño de Giorgio Massari y con la colaboración del arquitecto Francesco Muttoni. En 1743, Gian Battista Tiepolo pintó frescos en el interior, inspirándose en las hazañas de Alejandro Magno y Escipión el Africano.[5]
- Museo Cívico G. Zannato. Tiene doce salas de exposición, cinco de las cuales están dedicadas a la arqueología y siete a las ciencias naturales. Las colecciones arqueológicas incluyen hallazgos desde la Prehistoria hasta la Alta Edad Media, siendo los núcleos más importantes compuestos principalmente por materiales cerámicos de la Edad de Bronce y la Edad Romana. Las colecciones naturalistas incluyen, además de un pequeño núcleo de colecciones botánicas y zoológicas, hallazgos principalmente paleontológicos y mineralógicos.[6]